# Amfreville-Saint-Amand
Amfreville-Saint-Amand es una comuna nueva francesa situada en el departamento de Eure, de la región de Normandía.

## Historia
Fue creada el 1 de enero de 2016, en aplicación de una resolución del prefecto de Eure del 23 de noviembre de 2015 con la unión de las comunas de Amfreville-la-Campagne y Saint-Amand-des-Hautes-Terres, pasando a estar el ayuntamiento en la antigua comuna de Amfreville-la-Campagne.

## Demografía
| Gráfica de evolución demográfica de Amfreville-Saint-Amand entre 1800 y 2013 |
|                                                                              |

Los datos parciales entre 1800 y 2012 son el resultado de sumar los parciales de las dos comunas que forman la nueva comuna de Mondongo, cuyos datos se han cogido de 1800 a 1999, para las comunas de Amfreville-la-Campagne y Saint-Amand-des-Hautes-Terres de la página francesa EHESS/Cassini. Los demás datos se han cogido de la página del INSEE.

## Composición
| Comuna delegada               | Código INSEE | Población (2013) | Superficie (km²) | Densidad (hab./km²) |
| ----------------------------- | ------------ | ---------------- | ---------------- | ------------------- |
| Amfreville-la-Campagne        | 27011        | 923              | 6.64             | 140                 |
| Saint-Amand-des-Hautes-Terres | 27506        | 281              | 2.98             | 94                  |